# Арманьяк, Луи де Лоррен
Луи де Лоррен (фр. Louis de Lorraine; 7 декабря 1641, Париж — 13 июня 1718, Ройомон, Сена и Уаза) — французский аристократ, граф д’Арманьяк (1666—1718), обер-шталмейстер Франции (1666—1677). Представитель рода Гизов, младшей линии Лотарингского дома.

## Биография
Луиз Лотарингский родился в Париже. Старший сын французского полководца Генриха Лотарингского (1601—1666), графа д’Аркура и Арманьяка, виконта де Марсана, и Маргариты-Филиппы дю Камбу (1622—1674).
Его младший брат Филипп Лотарингский, шевалье де Лоррен, был миньоном герцога Филиппа Орлеанского, младшего брата короля Франции Людовика XIV.
В 1666 году после смерти своего отца Луи унаследовал титулы графа д’Аркура и Арманьяка.
Он, как и его отец до него, получил должность обер-шталмейстера Франции (1666—1677), одну из высших должностей во Франции, которую занимали члены королевской семьи.
В июне 1718 года 76-летний Людовик де Лоррен, граф д’Арманьяк, скончался в Париже. Он был похоронен в аббатстве Ройомон, расположенном вблизи Аньер-сюр-Уаз в современном департаменте Валь-д’Уаз, приблизительно в 30 км от Парижа.
После смерти Луи Лотарингского титул графа д’Арманьяка унаследовал его младший сын Шарль Лотарингский.

## Семья и дети
Женился в Париже 7 октября 1660 года на Екатерине де Нёвиль (1639—1707), младшей дочери маршала Франции Николя де Нёвиля (1598—1685), маркиза де Вильруа, и Мадлен де Бланшфор де Креки (1609—1674), сестре маршала Франции Франсуа де Нёвиля, герцога де Вильруа. Супруги имели 14 детей:

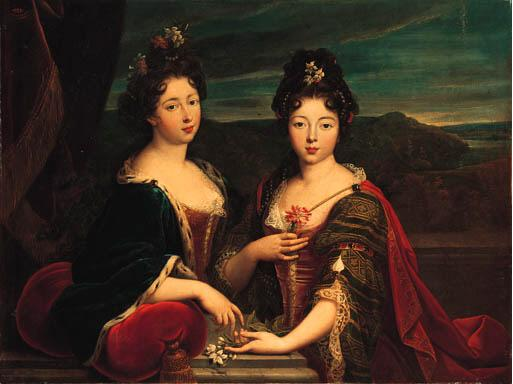
Мария и Шарлотта, дочери

- Анри де Лоррен (15 ноября 1661 — 3 апреля 1713), граф де Брионн
- Маргарита де Лоррен (17 ноября 1662 — 16 декабря 1730), муж с 1675 года Нуно Альвареш Перейра де Мело (1638—1725), 1-й герцог де Кадаваль (1645—1725)
- Франсуаза де Лоррен (род. 28 февраля 1664 и умерла в младенчестве)
- Франсуа Арман де Лоррен[фр.] (13 февраля 1665 — 9 июня 1728), шевалье де Лоррен, аббат Ройомона
- Камилла де Лоррен (25 октября 1666 — 6 ноября 1715), не была замужем
- Арманда де Лоррен (8 июля 1668—1681)
- Изабелла де Лоррен (род. 12 июня 1671), умерла в младенчестве)
- Филиппа де Лоррен (29 июня 1673—1677)
- Мария де Лоррен (12 августа 1674 — 30 октября 1724), муж с 1688 года Антуан I (1661—1731), принц Монако (1701—1731)
- Луи Альфонс де Лоррен[фр.] (24 августа 1675 — 24 августа 1704), бальи д’Арманьяк, не был женат, погиб в битве при Малаге
- Шарлотта де Лоррен[фр.] (6 мая 1678 — 21 января 1757), мадемуазель д’Арманьяк, не была замужем
- Анна Мария де Лоррен (29 сентября 1680 — 19 декабря 1712), умерла в Монако
- Маргарита де Лоррен (род. 20 июля 1681), умерла в младенчестве
- Шарль де Лоррен (22 февраля 1684 — 29 декабря 1751), граф д'Арманьяк (1718—1751).